# Lista över kärnvapenmakter
En kärnvapenmakt är en stat som besitter kärnvapen. Det finns för närvarande 8–9 länder i världen som har detonerat kärnvapen. Enligt internationella icke-spridningsavtalet ska kärnvapenmakter sörja för att inte sprida kärnvapen till andra stater, och icke-kärnvapenmakter ska avstå från att skaffa dem.

## Uppskattning av antalet kärnvapen i världen
Här under finns en tabell över de länder som har erkänt innehav av kärnvapen, en uppskattning över antalet kärnladdningar i deras besittning samt året då den första laddningen detonerades. Dessa länder kallas informellt för "kärnvapenklubben" (eng. the Nuclear Club). Med undantag för USA och Ryssland som under internationella avtal tillåter oberoende inspektioner så är listan en uppskattning, i vissa fall en grov sådan. Dessutom ger den ingen indikation på hur många av dessa laddningar som är monterade tillsammans med ett vapensystem, särskilt eftersom det under SORT-avtalet finns tusentals ryska och amerikanska kärnvapen som har inaktiverats i väntan på återanvändning. År 1985 fanns det uppskattningsvis 65 000 kärnvapen i världen, år 2002 fanns det troligtvis cirka 20 000 aktiva kärnvapen.
| Land                               | Stridsspetsar | Stridsspetsar | Datum för första testet                       | Plats för första testet       | CTBT-status | Levereringsmetoder                                                          |
| Land                               | Aktiva        | Totalt        | Datum för första testet                       | Plats för första testet       | CTBT-status | Levereringsmetoder                                                          |
| ---------------------------------- | ------------- | ------------- | --------------------------------------------- | ----------------------------- | ----------- | --------------------------------------------------------------------------- |
| De fem kärnvapenstaterna under NPT |               |               |                                               |                               |             |                                                                             |
| USA                                | 1 952         | 6 800         | 16 juli 1945 ("Trinity")                      | Alamogordo, New Mexico        | Signerat    | Interkontinentala missiler, ubåtsburna missiler och bombflyg                |
| Ryssland                           | 1 910         | 7 000         | 29 augusti 1949 ("RDS-1")                     | Semipalatinsk, Kazakstan      | Ratificerat | Interkontinentala missiler, ubåtsburna missiler och bombflyg                |
| Storbritannien                     | 120           | 215           | 3 oktober 1952 ("Hurricane")                  | Montebelloöarna, Australien   | Ratificerat | Havsbaserad                                                                 |
| Frankrike                          | 280           | 300           | 13 februari 1960 ("Gerboise Bleue")           | Saharaöknen, Franska Algeriet | Ratificerat | Ubåtsburna missiler och bombflyg, tidigare även landbaserade missiler       |
| Kina                               | Okänt         | 270           | 16 oktober 1964 ("596")                       | Lop Nur, Xinjiang             | Signerat    | Interkontinentala missiler, ubåtsburna missiler och bombflyg                |
| Icke-NPT-kärnvapenmakter           |               |               |                                               |                               |             |                                                                             |
| Indien                             | Okänt         | 110–120       | 18 maj 1974 ("Smiling Buddha")                | Pokaran, Rajasthan            | Ej signerat | Interkontinentala missiler, ubåtsburna missiler och bombflyg                |
| Pakistan                           | Okänt         | 120–130       | 28 maj 1998 ("Chagai-I")                      | Ras Koh Hills, Baluchistan    | Ej signerat | Interkontinentala missiler och bombflyg                                     |
| Nordkorea                          | Okänt         | 15–21         | 9 oktober 2006                                | Kilju, Norra Hamgyong         | Ej signerat | Misstänkt land- och havsbaserad                                             |
| Odeklarerade kärnvapenmakter       |               |               |                                               |                               |             |                                                                             |
| Israel                             | Okänt         | 75–400        | 1960–1979 inkl. den misstänkta Velaincidenten | Okänt                         | Signerat    | Interkontinentala missiler, ubåtsburna missiler och bombflyg (ej bekräftat) |

Kärnvapenmakter i världen.
Rött: Stor kärnvapenmakt (USA och Ryssland)
Orange: Medelstor kärnvapenmakt (Storbritannien, Frankrike, Kina)
Blå: Liten kärnvapenmakt (Indien, Pakistan, Nordkorea)
Svart: Förmodad kärnvapenmakt (Israel)

Israel har inte officiellt erkänt innehav av kärnvapen, men uppskattas ha mellan 75 och 400 kärnvapen och erhåller strategin "nuclear ambiguity" (varken bekräftar eller förnekar innehav av kärnvapen, men kommer ej att använda dem i anfallande syfte utan snarare som ett avskräckande hot).
Militäralliansen Nato, som förfogar över USA:s och Storbritanniens kärnvapen, upprätthåller ett kärnvapenparaply för alla dess medlemsstater. USA har inom detta Nato-arrangemang ungefär 200 kärnvapen utplacerade i Belgien, Tyskland, Grekland, Nederländerna, Italien och Turkiet.

## Tidigare kärnvapenmakter
- Kazakstan, Ukraina och Belarus (ska enligt avtal ha lämnat sina före detta sovjetiska kärnvapen till Ryssland)
- Sydafrika (genomförde provsprängning under sent 1970-tal; förstörde sina vapen under tidigt 1990-tal)[32]

## Länder som misstänks ha (eller har haft) kärnvapenprogram
- Israel — Uppskattas ha mellan 75 och 400 kärnvapen[5][23][24][25][26], erhåller strategin "nuclear ambiguity" (varken bekräftar eller förnekar innehav av kärnvapen, men kommer ej att använda dem i anfallande syfte utan snarare som ett avskräckande hot).[31]
- Iran — Innehar troligen inga kärnvapen, men misstänks försöka utveckla dem. Se Irans kärnkraftsprogram.
- Irak — Försökte utveckla kärnvapen under diktatorn Saddam Hussein, men deras kärnreaktor förstördes 1981 av Israel.[33][34] Se Operation Opera.
- Syrien — Tros ha försökt utveckla kärnvapen i ett parallellt program med Nordkorea, men deras misstänkta kärnreaktor förstördes 2007 av Israel.[35] Se Operation Orchard.
- Sverige — Se Svenska kärnvapenprogrammet.
- Argentina[36]
- Libyen — Erkände ett historiskt avbrutet kärnvapenprogram 2003[37]
- Polen[källa behövs]
- Rumänien[källa behövs]
- Schweiz[källa behövs]
- Sydkorea[källa behövs]
- Taiwan[källa behövs]

## Sveriges kärnvapenforskning
Sverige gjorde under 1950-talet och början av 1960-talet en stor satsning (Den svenska linjen) på att utveckla kärnvapenteknologi parallellt med det svenska kärnvapenprogrammet, som inleddes 1945 och 1966-1972 befann sig i avvecklingsfas. En reaktor i Marviken, Eva, var tänkt, efter flera andra övervägda alternativ, att producera plutonium till de eventuella laddningarna. Attackflygplanet A 32 Lansen var tänkt som vapenbärare och senare A 37 Viggen, även det tilltänkta flygplanet Saab 36 var tänkt som vapenbärare för svenska kärnvapen. 1968 undertecknade Sverige icke-spridningsavtalet, i och med det avslutades allt vidare arbete på svenska kärnvapen.